# الحق في العمل
لكل فرد الحق في العمل. يعد الحق في العمل من أهم الحقوق الاقتصادية والاجتماعية لضمان مستوى معيشي لائق فهو من الحقوق الاقتصادية، لأنه يؤمّن الفرد ماديا واقتصاديا ويوفر له متطلبات معيشته. وهو من الحقوق الاجتماعية لارتباطه الوثيق بالمجتمع، والحق في العمل يعني الحق في المشاركة في إنتاج وخدمة أنشطة المجتمع الإنساني. الحق في المشاركة في الفوائد العائدة عن الذي يكفل مستوى معيشيا لائقا. وبهذل فإن الحق في العمل يكفل عدم استبعاد أي فرد من الحياة الاقتصادية. أما نوع العمل الذي يقوم به الإنسان فيعتمد على إمكانية انتفاعه من الموارد والتعليم والتدريب. يشمل هذا الحق إتاحة الفرصة لكل فرد لكسب رزقه عن طريق أداء عمل يختاره أو يرتضيه بحرية، وأن تكون الدولة ملزمة ضمان تقديم الإرشاد والتوجيه في مجال التعليم المهني والفني، فضلا عن اتخاذ التدابير الملائمة لتهيئة بيئة ملائمة تُعزز وتوسع من فرص العمالة المنتجة. ويتعين على الدول أيضًا أن تكفل عدم ممارسة التمييز في ما يتعلق بجوانب العمل كافة. وتجدر الإشارة إلى أن القانون الدولي يحظر العمل القسري.
و الحق في العمل مكفول في الإسلام وفق ضوابط الفطرة الإنسانية والرحمة ورفع المشقة والحرج.

## الميثاق الدولي لحقوق الإنسان

### تنص المادة 23 على
- لكلِّ شخص حقُّ العمل، وفي حرِّية اختيار عمله، وفي شروط عمل عادلة ومُرضية، وفي الحماية من البطالة.
- لجميع الأفراد، دون أيِّ تمييز، الحقُّ في أجٍر متساوٍ على العمل المتساوي.
- لكلِّ فرد يعمل حقٌّ في مكافأة عادلة ومُرضية تكفل له ولأسرته عيشةً لائقةً بالكرامة البشرية، وتُستكمَل، عند الاقتضاء، بوسائل أخرى للحماية الاجتماعية.
- لكلِّ شخص حقُّ إنشاء النقابات مع آخرين والانضمام إليها من أجل حماية مصالحه.[3]

## مركبات الحق في العمل
يتمتع كل عامل بمركبات حقوقية في العمل ومكان عمله مثل:
- دفع الأجر مقابل ساعات عمله.
- وضع حد أدنى للأجر.
- تحديد ساعات العمل حسب وضع العامل.
- توفيرظروف عمل معقولة.
- الحماية من البطالة.
- ضمان أجر متساو في الوظيفة الواحده.

إذا تم المس بأحد الشروط، يحق للعامل الاحتجاج والإضراب عن العمل والتظاهر من أجل الشروط التي مُسّ بها من قبل صاحب العمل.
يُعتبر الحق في العمل أحد أهم حقوق الإنسان، وبموجب هذا الحق تقع على الدولة مسؤولية احترام وحماية وكفالة إمكانية إعمال مواطنيها وتوفير فرص العمل لهم لكسب الرزق، والالتزام بضمان حرية اختيار العمل أو قبوله. وينطوي هذا على ما يلي:
- على الدولة ألا تخرب أو تعيق الفرص المتاحة للفرد لكسب رزقه وأن تلزم احترام الحق.
- على الدولة الالتزام بحماية حق المواطن في العمل ومنع الآخرين من التعرض لحق الأفراد والمجموعات في العمل..
- على الدولة الالتزام بتوفير فرص وخيارات لكسب الرزق للأفراد الذين لا يتمتعون بهذه الفرصة.[4]